# السرقسطي
أبو الطاهر محمد بن يوسف التميمي السرقسطي، المعروف باسم السرقسطي أو بابن الأَشْتَرْكُوني، كان مؤلفًا ومعجمًا وشاعرًا وفقيهًا أندلسيًّا من القرن الثاني عشر. اُعتُبر رائدًا في فن المقامات في الأندلس، ووُصفت مقاماته اللزومية بأنها تحفة فنية.

## حياته
تفاصيل حياة السرقسطي غير واضحة. كان أصله من سرقسطة في أشهر الروايات، وبعضها أرجعه إلى بلدة إسترقة ( إستركويل [الإنجليزية] حاليًّا)، إلا أن تاريخ ميلاده غير معروف. عاش في العصر المرابطي وتوفي في قرطبة سنة 1143م (583 هـ). تلقى السرقسطي تعليمه في فترة ملوك الطوائف في سرقسطة، وأظهر درجة عالية من العلم. وكان من بين رعاته أعضاء من الطبقة الأرستقراطية العربية في الأندلس.
وقد استلهم فكرة كتابة المقامات بعد أن سمع تلاوة الشاعر والمفكر الأندلسي القضاعي، الذي شهد تلاوة مقامات الشاعر الحريري البصري في حديقة بغداد. وبعد ذلك قام السرقسطي بتأليف عدد من المقامات، محاكيًا أسلوب الحريري. ومن بين هذه المقامات، المقامات اللزومية ، التي أُلِّفَت بين عامي 446/1054 و516/1122، وهي الأكثر شهرة والأكثر دراسة.
توفي في قرطبة سنة 538//1143م.

## أعماله
كتب الشعر والمقامات وقصائد الحب والمدائح والمعاجم. لم ينجُ الكثير من أعماله. اشتهر بالمقامات اللزومية ، وهي مجموعة من 50 قصة نثرية مقفاة تحاكي نوع المقامات العربية في المشرق. في هذه الحكايات، بطل الرواية هو محتال أو مخادع يُدعى أبا حبيب، ويروي مغامراته المنذر بن حمام، إذ سمعها تشير إلى السائب بن تمام، صديق أبي حبيب، وكثيرًا ما كان ضحية لخدعه. لفت عمله انتباه الغرب لأول مرة مع ترجمة المقامتين الخامسة والسادسة إلى اللاتينية على يد أسوديرلي [الإنجليزية] في المكتبة العربية الأراغونية في عام 1762.
تدور أحداث أربع من مقامات السرقسطي في الأندلس، بينما تدور أحداث مقامات أخرى في أنحاء بلاد الإسلام الأخرى، وبعض منها في بلاد الشرق الغير مسلمة، ومن بين البلدان التي تدور فيها حكاياته هي الصين والهند والمغرب. المقامات اللزومية هي العمل الوحيد الذي بقي كاملًا من جميع أعماله. وقد وُصف بأنه أرقى منشد لهذا النوع من المقامات في الأندلس، كما وُصفَت مقاماته اللزومية بأنها "تحفة فنية".
يوضح هاملتون أن مقامات السرقسطي بعيدة كل البعد عن التقليدية في عصرها، مشيرًا إلى أن مقاماته لا تحاول تقديم ثقافة الأندلس البلاطية على أنها موحدة، بل ربما أراد بها الثورة على حكام زمانه الذين رأى في بعضهم تخاذلًا.

### قائمة مختارة من الكتابات والترجمات
- كتاب السلاسل في غرائب لغة العرب
- طبعات وترجمات أسوديلري (ترجمة)، المكتبة العربية-أراغونيسا، أمستردام، 1782 (باللاتينية)
- إراهيم بدر أضمد ضيف (ترجمة)، المقامات اللزومية، تأليف أبي الطاهر محمد بن يوسف التميمي السرقسطي، الإسكندرية، 1982.
- حسن الورغلي (ترجمة)، المقامات اللوزية:تعليف ، أبو الطاهر السرقسطي، الرباط، 1995
- إجناسيو فرناندو فروتوس، جلسات سرقسطة: حكايات بيكارسكي (مقامات) من القرن الثاني عشر (باللاتينية: Las Sessiones de Zaragoci: Relatos Picaresques (maqama) del Siglo XII) ، أبو الطاهر، السرقسطي [مجامع سرقسطة؛ قصص مصورة (مقامة) من القرن الثاني عشر لأبي طاهر سرقسطة]، سرقسطة، 1999
- إغناسيو فرناندو فروتوس، مقامات عن الأمازيغ، أناكل دي استوديوهات العرب، الجزء الثاني، 1991، ص 119-129 (بالإسبانية)
- جيمس ت. مونرو، (محرر، مترجم)، مقامات اللزومية لمحمد بن يوسف بن الاستركوي مقامات اللزومية، بريل، 2002 (باللغة الإنجليزية)

## طالع أيضًا
- الأدب في القرن 12 [الإنجليزية]
- أدب الأندلس
- الأدب في العصور الوسطى

## فهرس
- المقامات اللوزية لأبي الطاهر محمد بن يوسف التميمي السرقسطي، ابن الاستركوي (ت 538هـ/1143م) (دراسات في الأدب العربي) لجيمس تي مونرو
- ج.م مونرو، السرقسطي، ابن الأتركوي: المعجمي والشاعر الأندلسي ومؤلف المقامات اللوزية، مجلة الأدب العربي ، المجلد الأول. 28، العدد 1، 1997، ص 1- 15.